# 윈필드 하우스

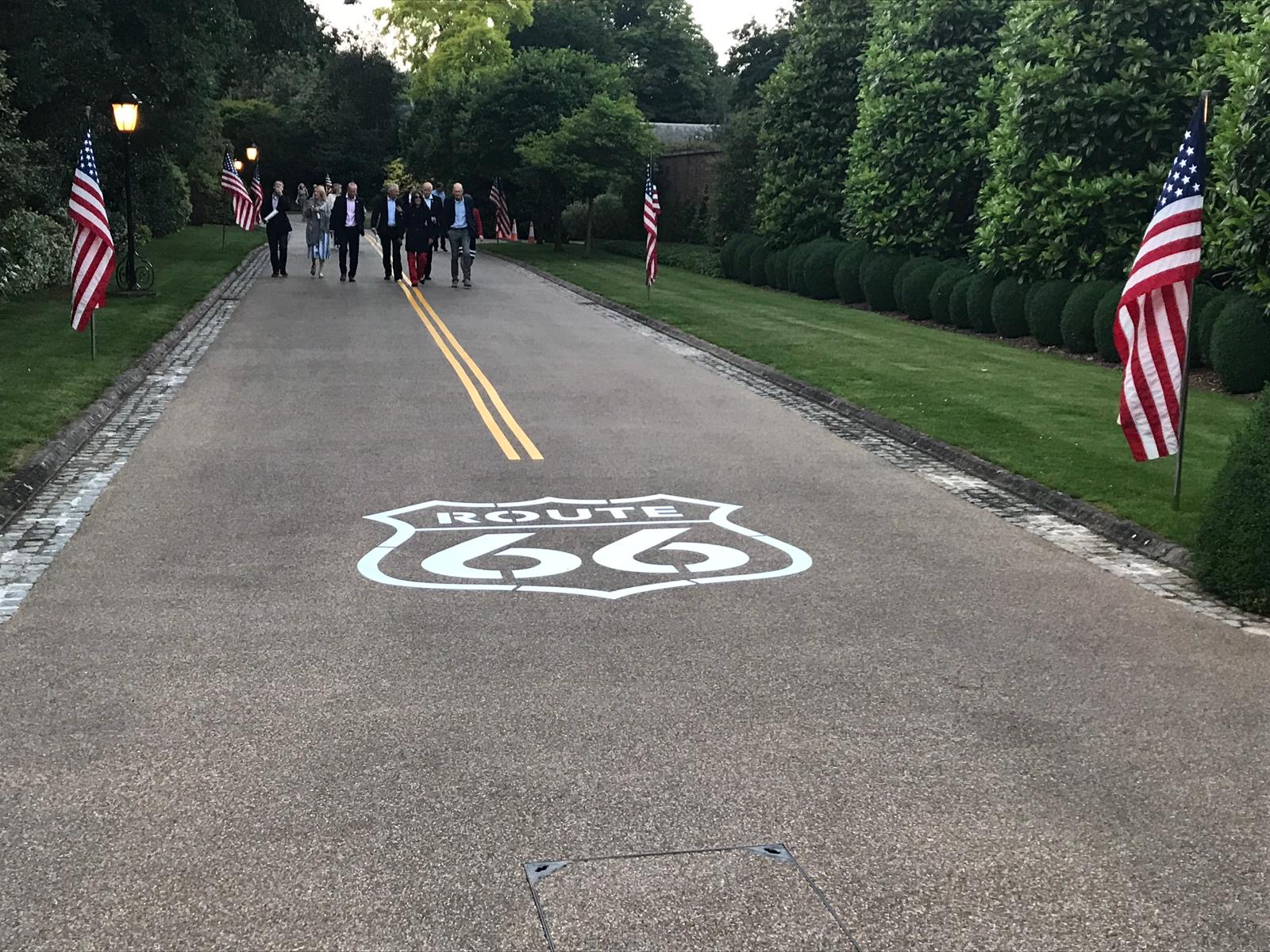
루트 66의 표석이 붙은 길이며, 뒷마당과 출입구를 연결시켜 주는 테마 드라이브

윈필드 하우스(Winfield House)는 런던 중심부의 리젠트 파크에 위치한 영국식 타운하우스이자 영국 주재 미국 대사의 공식 관저다. 부지는 48,500 m2 (12에이커)로 버킹엄 궁전을 제외하면 런던에서 가장 큰 개인 정원이다.
이 건물은 1936년 미국 상속녀 Barbara Woolworth Hutton을 위해 지어졌다. 제2차 세계대전 중에는 영국 왕립 공군이 이 부지를 사용했다. 허튼은 전쟁이 끝난 뒤 이집을 미국에 기증했고, 1955년부터 미국 대사의 관저로 사용되었다.

## 같이 보기
- 주영국 미국 대사관
- 미국-영국 관계
- 디어필드 레지던스(영어판)